# Claus Severin Mørch
Claus Severin Mørch (* 3. dubna 1976 Oslo, Norsko) je bývalý norský sportovní šermíř, který se specializoval na šerm kordem. Pochází z rodiny šermířů. Dědeček Claus Mørch startoval na olympijských hrách v roce 1948, otec Claus Theodor Mørch a strýc Ole Mørch startovali na olympijských hrách 1972 a 1976 a sestra Margrete Mørchová startovala na olympijských hrách 2000. Norsko reprezentoval v devadesátých letech a v prvních letech nového tisíciletí. V roce 2005 obsadil třetí místo v soutěži jednotlivců na mistrovství světa.